# Bungurberes
Bungurberes is een bestuurslaag in het regentschap Kuningan van de provincie West-Java, Indonesië. Bungurberes telt 1457 inwoners (volkstelling 2010).